# L'Émission pour tous
L'Émission pour tous est une émission française de télévision, diffusée sur France 2 du 20 janvier 2014 au 14 mars 2014 en access prime time.
Produite par Catherine Barma, elle a été présentée par Laurent Ruquier, du lundi au vendredi de 18 h 30 à 20 h.

## Description

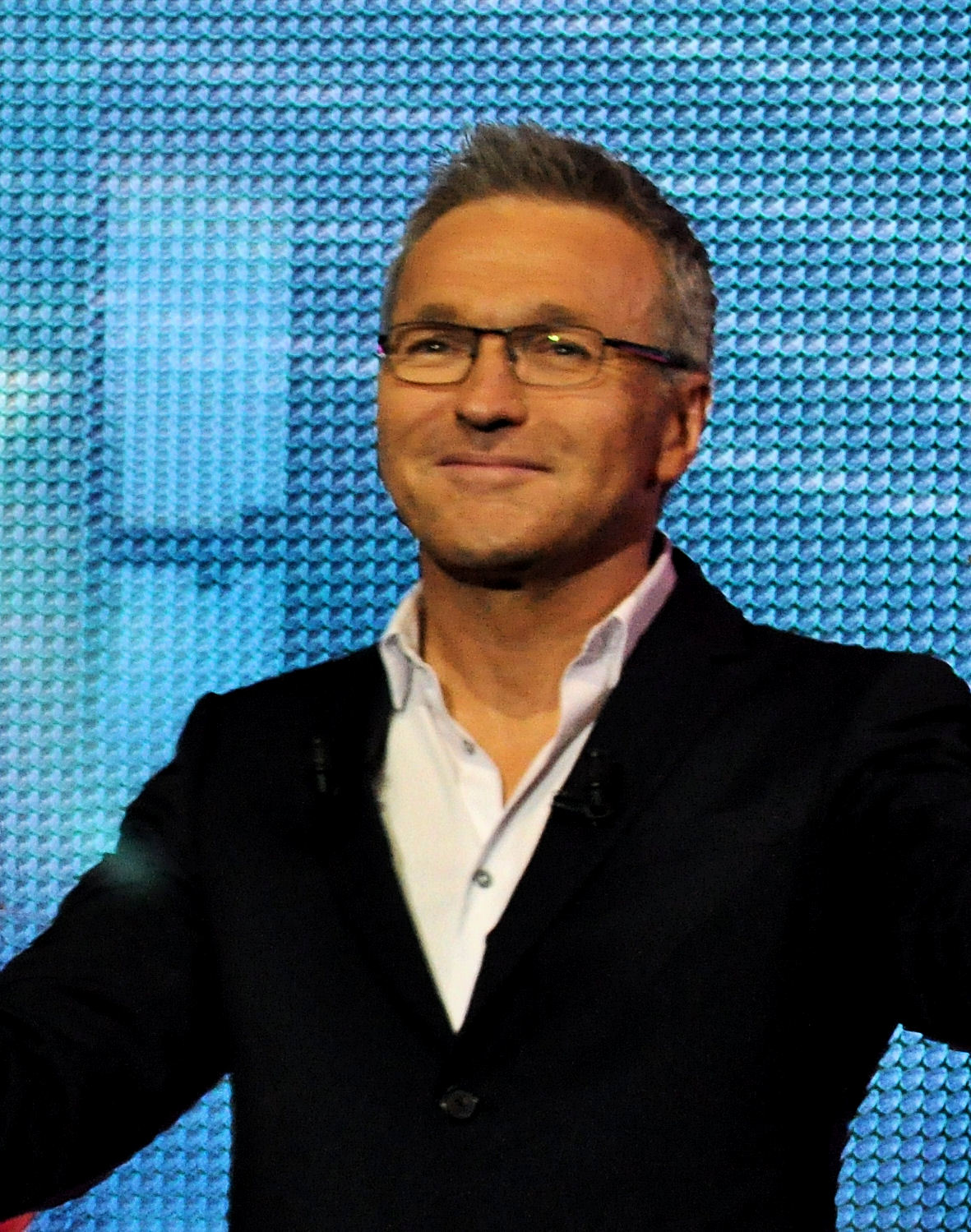
Laurent Ruquier au Casino de Paris en 2013.

Au printemps 2013, Laurent Ruquier et Catherine Barma proposent un pilote à France 2 qui se nomme alors On n'a pas dîné, une déclinaison d'On n'est pas couché en quotidienne avec Éric Zemmour et Audrey Pulvar comme possible duo de polémistes. À la suite de l'annonce de la direction de la chaîne expliquant que ce projet était finalement pour la case de 18 h , ils refusent cette heure de programmation en déclarant « ce n'est pas du tout ce pourquoi on a travaillé ». La direction opte alors pour Jusqu'ici tout va bien avec Sophia Aram comme présentatrice. Diffusée à partir du 16 septembre 2013, l'émission est déprogrammée le 20 décembre 2013, faute d'audiences suffisantes.
Après avoir officialisé son arrêt, Thierry Thuillier, le directeur des programmes de France 2, annonce le retour de Laurent Ruquier sur la case de l'access prime-time. Ce dernier y avait précédemment animé plusieurs émissions : On a tout essayé (2000-2007), On n'a pas tout dit (2007-2008) et On n'demande qu'à en rire (2010-2012). 
Thierry Thuillier présente l'émission comme un « talk-show qui se veut divertissant, amusant et avec de l'humeur », composé de deux parties. De 18 h 30 à 19 h 20, des « questions d'actualité sérieuses ou légères seront abordées » avec « des chroniqueurs mais aussi des experts, des représentants de la société civile ». Ensuite, une personnalité sera invitée.
Programmée depuis le 20 janvier 2014, L'Émission pour tous est diffusée du lundi au vendredi de 18 h 30 à 20 h : une première partie de 18 h 30 à 19 h 20 et une deuxième partie de 19 h 30 à 20 h appelée L'Émission pour tous, la suite. Cet horaire contraint le programme N'oubliez pas les paroles ! de Nagui, à être avancé pour commencer à 17 h 45.
Le 15 mars 2014, faute d'audiences satisfaisantes, l'émission est déprogrammée après un « commun accord » entre France 2 et Tout sur l'écran ; elle est remplacée par N'oubliez pas les paroles ! qui revient à cette case,.
En mars 2014 dans une interview au Parisien, Laurent Ruquier déclare au sujet de l'émission : « L'affaire était vraiment mal enclenchée. Peut-être que les gens qui veulent des débats de fond avant 20 heures ne sont pas si nombreux, ou que ceux qui m'écoutent sur Europe 1 n'ont pas envie de me voir juste après à la télé. [...] Et puis l'erreur, c'est quand même de ne pas m'avoir demandé de venir dès septembre. On n'aurait probablement pas fait la même chose car on aurait eu plus de temps ». En juin 2017, il ajoute : « l'erreur cette fois a été de revenir avec ma bande. Il n'y avait pas d'attente, les gens en avaient marre ».

## Évolution de contenu
L'émission est premièrement enregistrée le jour-même au Moulin Rouge entre 13 h et 16 h du lundi 20 janvier 2014 au jeudi 6 février 2014. Dès le lundi 24 février 2014, après que le programme se soit absenté durant deux semaines, en raison des Jeux olympiques de Sotchi, il est parfois diffusé en direct afin de permettre une proximité encore plus importante avec le téléspectateur.
La première semaine, des humoristes, dont d'anciens d'On n'demande qu'à en rire, sont présents pour réaliser des sketchs sur le plateau. Ceux-ci sont Antonia, Artus,, Donel Jack'sman, Jean-Marie Bigard, Jérémy Ferrari, Olivier de Benoist, Vérino ainsi que Florence Foresti lors de la première. D'autres humoristes sont annoncés,, ils n’intègrent pas le programme car la formule évolue. Les sketches sont par la suite moins nombreux et disparaissent dès février.

### Rubriques
Du lundi 24 février 2014 au 15 mars 2014, l'émission est divisée en rubriques :
- L'actu pour tous ;
- Savez-vous qui c'est ? ;
- Le débat pour tous ;
- L'invité pour tous ;
- La télé pour tous, rubrique sur la télévision de Stéphane Bak.

## Participants
La bande de chroniqueurs est composée de, :
- Isabelle Alonso
- Stéphane Bak
- Pierre Bénichou
- Jean-Marie Bigard
- Steevy Boulay
- Christine Bravo
- Péri Cochin[12]
- Charles Consigny
- Arnaud Demanche
- Caroline Diament
- Jérémy Ferrari
- Florian Gazan
- Gwendoline Hamon
- Annie Lemoine
- Yann Moix[12]
- Louis Morin
- Isabelle Motrot
- François Renucci
- Gyselle Soares
- Titoff

## Audiences
Le 15 décembre 2013, un sondage BVA pour Le Parisien indique que 30 % des Français envisagent de regarder l'émission.
Le 20 janvier 2014, la première rassemble 2,1 millions de téléspectateurs en moyenne entre 18 h 30 et 19 h 50, soit 10,6 % du public, devançant tous les autres talk-shows sur cette tranche horaire. Le lendemain, le programme descend à 1,5 million (8,2 % du public). Sur l'ensemble de la première semaine, l'émission réunit en moyenne 1 450 000 téléspectateurs pour la première partie (8,1 %) et 1 930 000 téléspectateurs pour la suite (8,7 %)>. 
Début février 2014, l'émission tombe à 1,3 million de téléspectateurs. Le 14 mars 2014, l'émission passe pour la première fois sous la barre des 800 000 téléspectateurs pour sa première partie. La deuxième partie reste pour sa part aux alentours de 6 % de part de marché et 1,3 million de téléspectateurs. En moyenne, l'émission faisait 8 % de part d’audience alors que France 2 visait 10 %. 
À la suite de la déprogrammation de l'émission le 15 mars 2014, Thierry Thuillier, le directeur des programmes de France 2, indique que « le niveau constaté oscille entre 5,5 % et 7 % en moyenne depuis la fin des Jeux olympiques de Sotchi ». Il ajoute : « [...] après discussion avec Laurent Ruquier, [...] L'Émission pour tous n'avait pas rencontré son public et [...] ne serait pas en mesure de relever le défi de 10 % d'audience fixé à l'horizon du mois de juin [2014]. Je n'ai pas senti une dynamique qui pouvait laisser penser qu'on parviendrait à inverser la tendance ». 
| Légende : L'Émission pour tous/L'Émission pour tous, la suite |

## Réception
La réception des critiques est mitigée. Dans l'ensemble, les médias regrettent un manque de nouveauté concernant les chroniqueurs, un plateau démodé, un manque de fond dans les débats ainsi qu'une durée trop longue qui fait manquer de rythme à l'émission. C'est le cas de Télérama et de Metronews. D'autres sont plus négatifs comme Le Figaro ou Libération, d'autres sont plus positifs comme Le Parisien. Patrick Cohen, chroniqueur dans l'émission concurrente C à vous, critique sévèrement l'humour du programme sur France Inter le 23 janvier 2014, un humoriste de l'émission ayant comparé le scooter de François Hollande lorsqu'il allait rejoindre Julie Gayet avec celui de Mohammed Merah.

## Incidents
- Lors de l'émission du 21 janvier 2014, un sketch d'Olivier de Benoist crée une polémique à la suite d'une blague faisant un rapprochement entre François Hollande et l'affaire Merah. L'humoriste présente ses excuses quelques jours plus tard[31].
- La diffusion du 27 janvier 2014 est perturbée par plusieurs problèmes de son durant la diffusion de la seconde partie, rendant les discussions inaudibles pour les téléspectateurs[32].
- Le jeudi 30 janvier 2014, les téléspectateurs ont droit à un florilège de l'émission en lieu et place du programme enregistré dans l'après-midi. En effet, une grave panne d'électricité dans le quartier du Moulin Rouge a empêché la fin du montage et l'envoi des images vers la régie finale de France Télévisions[33].